# Milo (Maine)
Milo és una població dels Estats Units a l'estat de Maine (EUA). Segons el cens del 2000 tenia 2.383 habitants.

## Demografia
Segons el cens del 2000, Milo tenia 2.383 habitants, 1.021 habitatges, i 659 famílies. La densitat de població era de 28 habitants/km².
Dels 1.021 habitatges en un 28,3% hi vivien nens de menys de 18 anys, en un 50,5% hi vivien parelles casades, en un 10,1% dones solteres, i en un 35,4% no eren unitats familiars. En el 29,3% dels habitatges hi vivien persones soles el 16,6% de les quals corresponia a persones de 65 anys o més que vivien soles. El nombre mitjà de persones vivint en cada habitatge era de 2,33 i el nombre mitjà de persones que vivien en cada família era de 2,84.
Per edats la població es repartia de la següent manera: un 24,1% tenia menys de 18 anys, un 6,9% entre 18 i 24, un 26,4% entre 25 i 44, un 23,5% de 45 a 60 i un 19,1% 65 anys o més.
L'edat mediana era de 41 anys. Per cada 100 dones de 18 o més anys hi havia 91,2 homes.
La renda mediana per habitatge era de 24.432 $ i la renda mediana per família de 31.875 $. Els homes tenien una renda mediana de 27.393 $ mentre que les dones 19.952 $. La renda per capita de la població era de 12.732 $. Entorn del 12,8% de les famílies i el 16,7% de la població estaven per davall del llindar de pobresa.